# WISE 1639−6847
Désignations
WISE 1639−6847 (désignation complète : WISE J163940.83−684738.6, parfois simplement désignée W1639) est une naine brune de la constellation du Triangle austral. Située à ∼ 15,45 a.l. (∼ 4,74 pc) de la Terre, c'est l'objet le plus proche du Système solaire de cette constellation. Il s'agit d'une naine Y de type spectral Y0 pec et la seconde naine Y la plus proche connue en 2024.

## Découverte
WISE 1639−6847 est découverte en 2012 par C. G. Tinney et al. à partir des données collectées dans l'infrarouge par le télescope spatial américain Wide-field Infrared Survey Explorer (WISE), dont la mission primaire s'est étalée de décembre 2009 à février 2011.
In 2012, Tinney et al. réalisent des observations complémentaires de l'objet, d'abord durant le mois de mai avec la caméra infrarouge mosaïque FourStar montée sur le télescope Baade de 6,5 m à l'observatoire de Las Campanas, au Chili, puis ils réalisent des observations spectroscopiques en juillet en utilisant le Folded-port Infrared Echellette (FIRE), également monté sur le télescope Baade.
L'article annonçant la découverte de l'objet est accepté pour publication le 20 septembre 2012, puis est publié en novembre 2012 dans la revue The Astrophysical Journal.

## Propriétés physiques
La magnitude absolue dans la bande J de WISE 1639−6847 vaut 22,14 ± 0,22. L'objet a dans un premier temps été classé comme une naine Y ayant un type spectral compris entre Y0 et Y0,5. Des observations spectroscopiques de la caméra WFC3 d'Hubble dans l'infrarouge proche ont montré que le pic de luminosité dans la bande J correspondait bien au standard Y0. Le pic dans la bande Y ainsi que la couleur Y-J ont cependant montré que WISE 1639−6847 était inhabituelle comparée aux autres naines Y, et un type spectral de Y0 pec lui a ainsi été attribué, la notation « pec » signalant une caractéristique particulière ou inhabituelle. Les modélisations de cette naine brune ont du mal à reproduire le spectre observé, et seules des caractéristiques assez irréalistes telles qu'une température élevée et une faible gravité de surface sont en mesure de le reproduire.